# Julián Fernández-Cavada Ugarte
Julián Fernández-Cavada Ugarte (¿? - Madrid, 11 de octubre de 1940) fue un militar español del siglo XX, que destacó durante la guerra civil española.

## Biografía
Luchó en la guerra civil española a favor de la Segunda República, siendo conocido como «comandante de Alabarderos», aunque posiblemente no se tratase de un rango militar real.
Antes de la guerra era capitán retirado, residente en Madrid. Tuvo una destacada actuación en la defensa de Madrid al ser asignado a la defensa de la Casa de Campo, que devino posteriormente en la batalla de la Ciudad Universitaria. Tras ello, el 31 de diciembre de 1936, se le asigna el mando de la 37.ª Brigada Mixta siendo comisario político de la misma Argimiro Fernández Mayoral. Para entonces ya ostentaba el rango de Teniente coronel. Posteriormente pasó a mandar la 8.ª División del VI Cuerpo de Ejército, en el Frente del Centro. Fernández-Cavada fue fusilado en solitario en las tapias del Cementerio del Este (en la actualidad Cementerio de la Almudena) el 11 de octubre de 1940, tras el final de la contienda y la instauración de la Dictadura franquista.